# Anthony McCall
Anthony McCall   (Londres, 14 d'abril de 1946) és un artista anglès. Nascut el 1946 a St. Paul's Cray (Anglaterra), Anthony McCall va ser capdavanter en la combinació de disciplines, com ara el cinema, l'escultura i el dibuix. Si bé es va iniciar amb performances en espais oberts amb elements mínims (el foc, per exemple), als anys setanta es va convertir en una figura clau de l'avantguarda cinematogràfica de la London Film-makers' Co-op.
Establert a Nova York el 1973, va desenvolupar una sèrie de pel·lícules experimentals que ell mateix va designar amb el nom de “pel·lícules de llum sòlida”. Eren films avantguardistes que exploraven la naturalesa de la llum i les propietats del cinema. Les seves instal·lacions fílmiques, convertides en referents, aviat es van projectar en galeries i museus d'Europa i dels Estats Units. McCall té obra a la Tate Gallery de Londres, al MACBA, al MoMA de Nova York, al Centre Pompidou de París i al Whitney Museum of American Art de Nova York.

## Obres destacades
- Line describing a cone. Mèdia, 1973[2]